# Ral de vuit
El ral de 8,

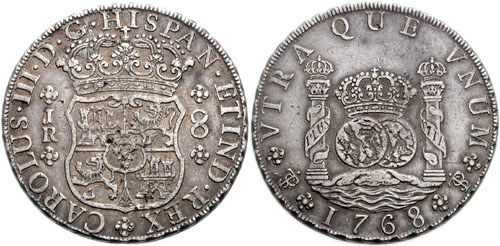
El ral de 8 més conegut és el Columnari de plata, a les columnes d'Hèrcules es van inspirar per crear el símbol del dòlar, $

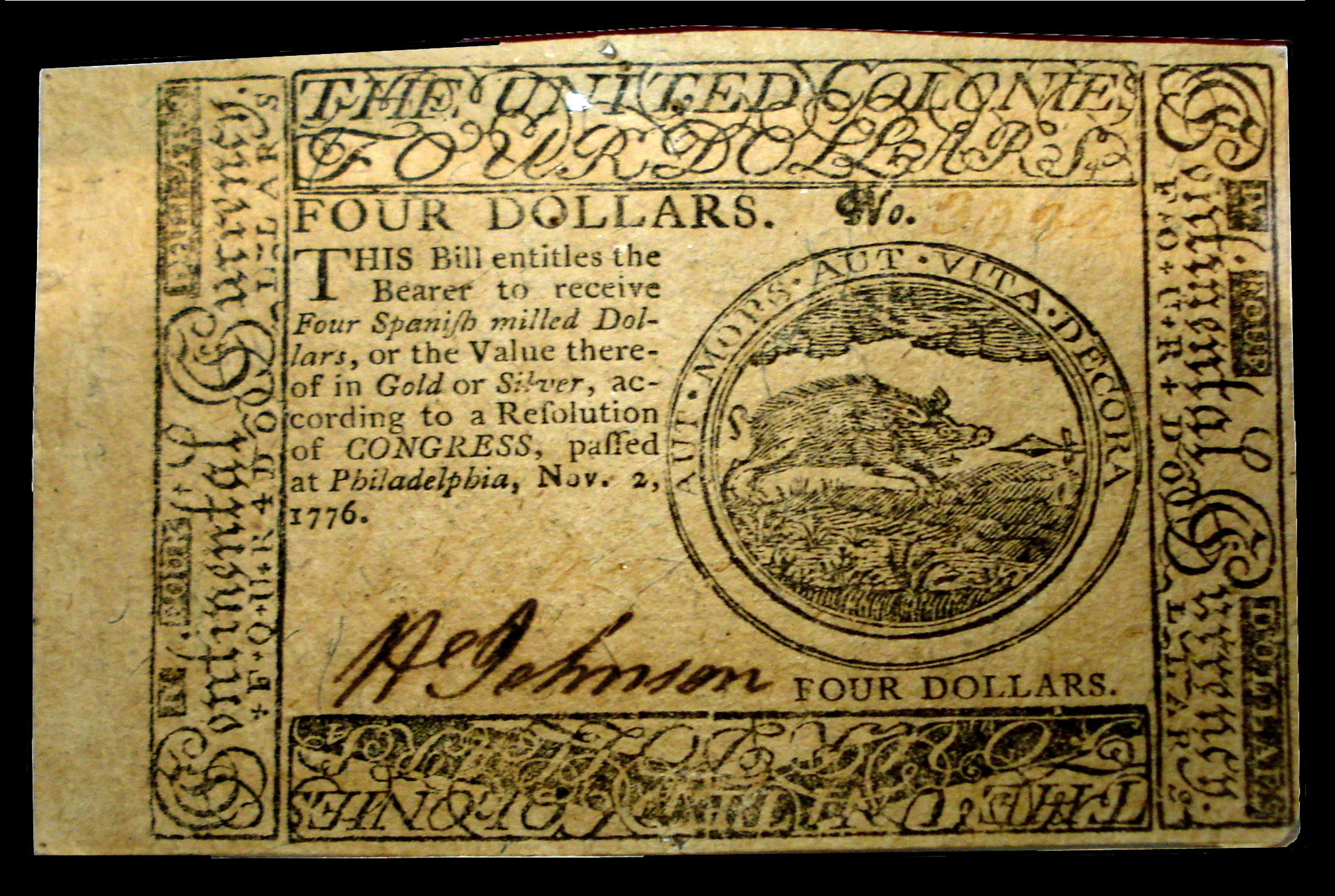
Bitllet de quatre dollars on es pot llegir el seu valor en "dòlars espanyols" (spanish milled dollars).

peso fuerte, peso duro o spanish dollar va ser una moneda de plata amb valor de vuit rals castellans, d'acord amb la reforma monetaria de 1497, encunyada en els diversos llocs de l'Imperi Espanyol regits pel consell de Castella i el Consell d'Índies i, a partir de la invasió napoleónica, a totes les seques d'Espanya. Gràcies a l'ampli ús que va tenir a finals del segle xviii a Europa, tota Amèrica i l'extrem orient, es va convertir en la primera divisa d'ús mundial. Va ser la primera moneda de curs legal als Estats Units fins que una llei de 1857 va desautoritzar el seu ús. Moltes de les monedes actuals, com ara el dòlar canadenc, el dòlar o el iuan xinès, així com monedes d'Hispanoamèrica i de les Filipines estan basades en el ral de 8. El terme «peso» s'usa encara en ocasions per referir-se a l'històric ral de 8. Això és perquè els pesos tenien un pes i diàmetre similar al ral de 8. No obstant això, el terme «peso» no apareix en el sistema monetari espanyol fins 1864, i és més exacte referir-se al ral de 8 en l'anterior sistema monetari.
En el món anglosaxó en general i als Estats Units en particular, el ral de 8 era conegut com Spanish Units, pieces of eight o eight real coin. Existeixen diverses teories que el símbol «$» del peso i el dòlar sembla tenir l'origen en les bandes i Columnes d'Hèrcules de l'escut espanyol que apareix en el revers del ral de 8.

## Origen
Els rals de 8 s'encunyaven a Amèrica dins de la denominació del ral espanyol i es transportaven a granel cap Espanya, fent aquest transport un objectiu temptador per als pirates i corsaris del mar. D'altra banda, el seu ús també es va estendre pel sud-est asiàtic, ja que el Galió de Manila transportava periòdicament plata en monedes des Mèxic fins a Manila a les Filipines, on solia intercanviar-se per mercaderies xineses i filipines mentre la plata era l'única mercaderia estrangera que Xina acceptava com pagament. En el comerç oriental, els rals de 8 espanyols van ser sovint estampats amb caràcters xinesos, que indicaven que es tractava de monedes originals.
A causa dels enormes jaciments de plata descoberts a Mèxic (per exemple Taxco i Zacatecas) i Potosí en l'actual Bolívia les cases de la moneda de Mèxic i el Perú van començar a encunyar moneda des del segle xvi, i així milions de rals de 8 s'hi van encunyar al llarg dels segles de presència espanyola.

## Apogeu i difusió

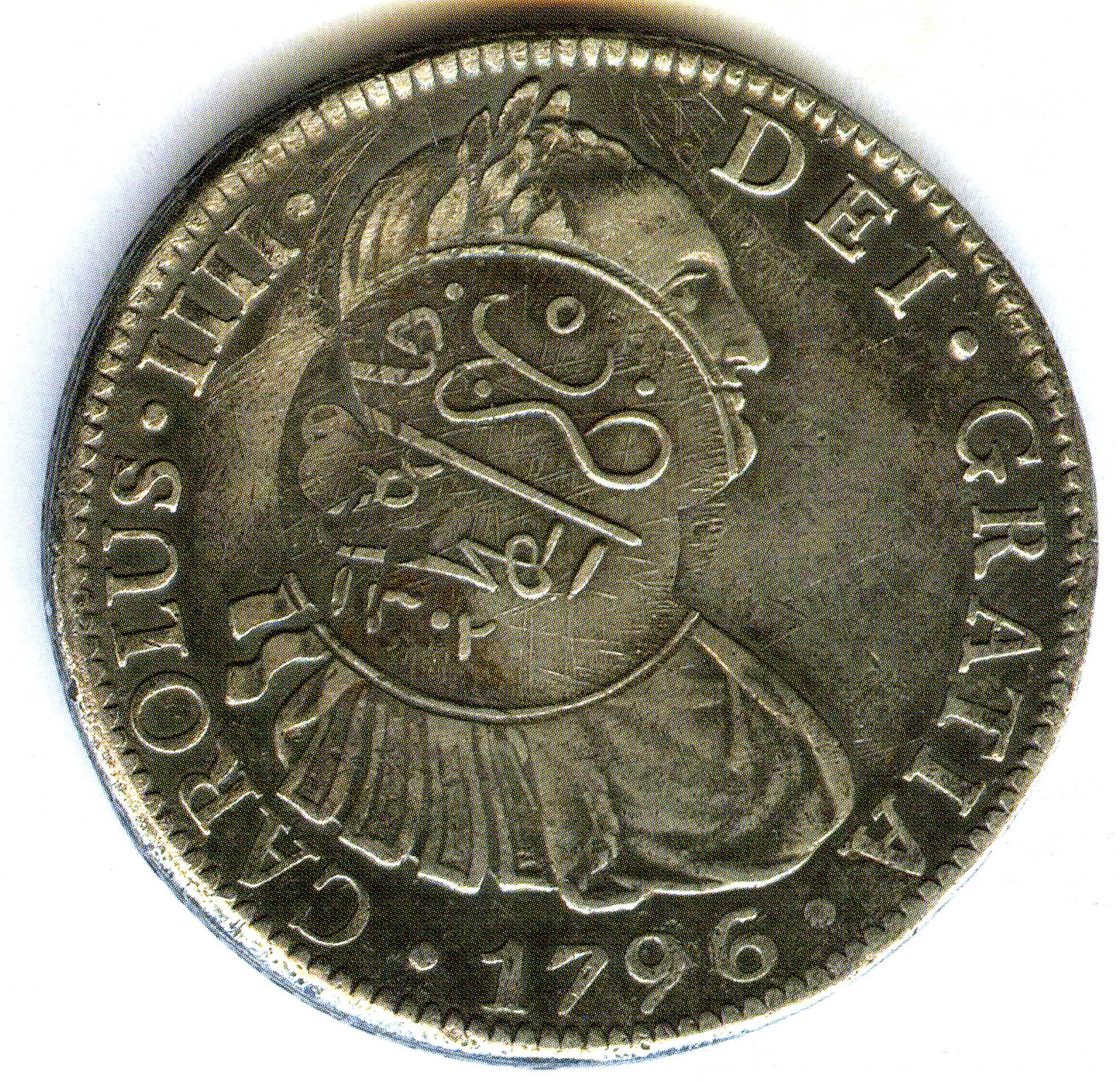
Ral de 8 amb doble segell del Sudan

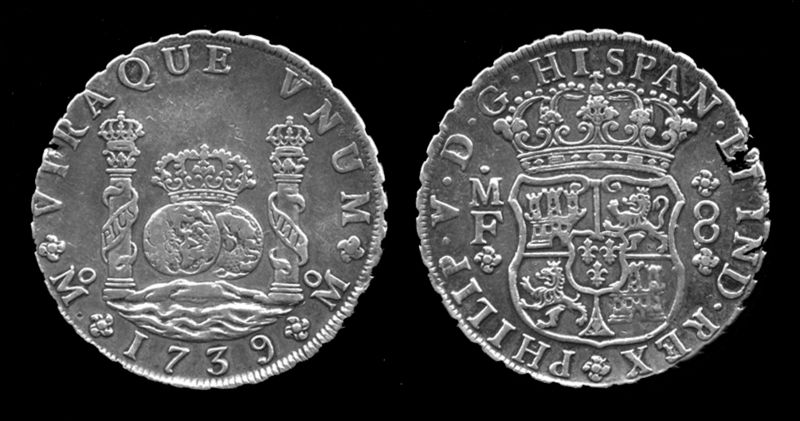
Ral de vuit de Felip V d'Espanya.

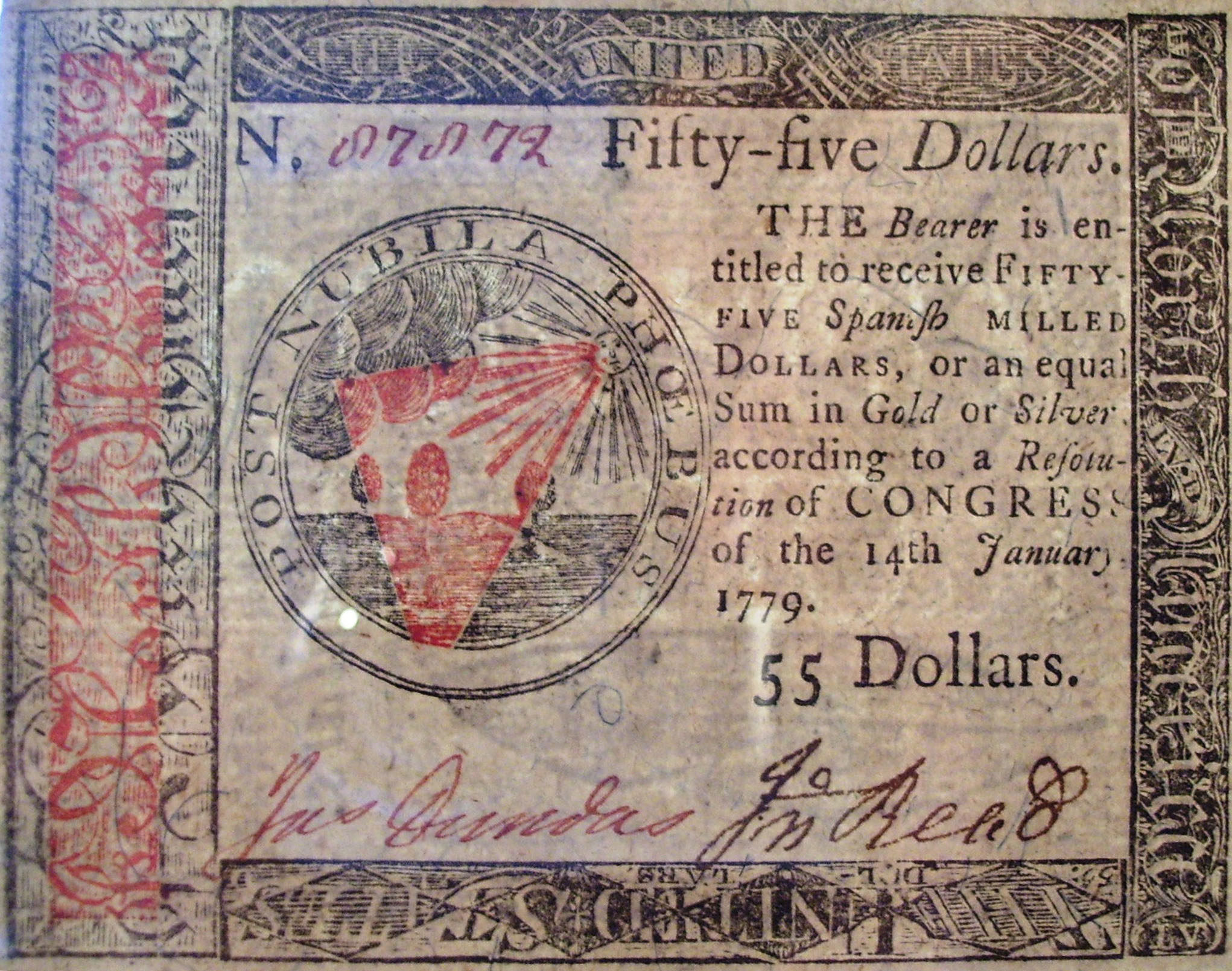
55 spanish dollars de 1779.

Si bé Espanya impedia el lliure comerç entre les seves colònies i la resta del món, el contraban de diversos productes es va fer comú des del segle XVII entre les colònies espanyoles i els vaixells de Gran Bretanya i Holanda; això va permetre que les peces monetàries encunyades a les seques de l'Imperi espanyol circulessin per llocs aliens a la jurisdicció espanyola. Les Tretze Colònies britàniques a Amèrica del Nord van arribar a utilitzar promptament els rals de 8 a causa de la finesa del seu contingut en plata i la seva relativa facilitat d'obtenir en el mercat, més estesa que la moneda de la seva pròpia metròpoli.
El comerç espanyol amb Xina, utilitzant com a base les Filipines, va fer que el ral de 8 es difongués també al sud-est asiàtic. En una època on el valor de la moneda estava determinat pel seu contingut intrínsec de plata o d'or, la finesa del ral de 8 va fer que aquesta peça es tornés extraoficialment en la moneda de canvi per al comerç internacional sostingut a l'Àsia oriental. L'arribada de comerciants nord-americans a la Xina a finals del segle xviii va impulsar més l'ús dels Spanish Units, com es denominava en anglès al ral de 8.
El ral de 8 es va convertir en la divisa de més àmplia difusió durant el període colonial a Amèrica, i pel seu elevat valor intrínsec així com per la seva finesa, es van seguir usant en Amèrica del Nord i al Sud-est asiàtic fins al segle XIX. Quan aquestes monedes de plata van arribar a Europa, van ser comparades amb el tàler, la gran moneda de plata que encunyava Àustria. Malgrat la seva fama a Europa, el tàler austríac no tenia la difusió del ral de 8 a nivell mundial, però el seu nom en francès i en anglès (''Thaller'' i ''daller''), van servir perquè en Estats Units el ral de 8 rebés el nom de ''Spanish daller''del qual va derivar posteriorment la denominació ''Spanish Units'', reduït després a simplement dòlar.
Una llei nord-americana de 1792 sobre el sistema monetari va crear la casa de moneda dels Estats Units, encara que els primers dòlars nord-americans no van ser tan populars com els Spanish dollars, ja que aquests últims eren més pesats i estaven fets de plata més fina. Un ral de 8 tenia un pes nominal de 550,209 grans espanyols, que són 27,468 grams en el sistema mètric decimal, amb una puresa de 93,355% això significava que el ral de 8 contenia 25,560 grams de plata, encara que el seu pes i puresa va variar significativament entre les diferents cases de la moneda al llarg dels segles. En canvi, l'esmentada llei nord-americana de 1792, va especificar que el dòlar dels Estats Units. contindria 27 grams de pes, dels quals només 24,1 grams eren de plata.
Els rals de 8 tenien un valor nominal de 8 rals a Espanya i les seves colònies, però la necessitat de moneda fraccionària va causar que sovint les peces fossin tallades físicament en quatre o vuit trossos, per aconseguir un canvi més petit. Fora de l'Imperi espanyol era molt difícil obtenir monedes espanyoles de plata amb denominacions menors a les del ral de 8, per la qual cosa la partició física de la moneda era l'única manera d'obtenir fraccions per al seu ús, cosa que també va passar durant les Guerres d'independència hispanoamericanes quan les peces queien en mans dels insurgents.
La moneda espanyola va ser moneda de curs legal en els Estats Units fins que el 1857 va ser prohibit el seu ús, i mentre va circular en els Estats Units el ral de 8 va tenir el valor d'un dòlar. El preu de les accions en el mercat de valors dels Estats Units denominat en vuitens de dòlar va perdurar fins al 24 de juny de 1997 quan el New York Stock Exchange convertir aquesta denominació a setzens de dòlar, encara que poc després es va passar a la notació decimal.

## Galeria

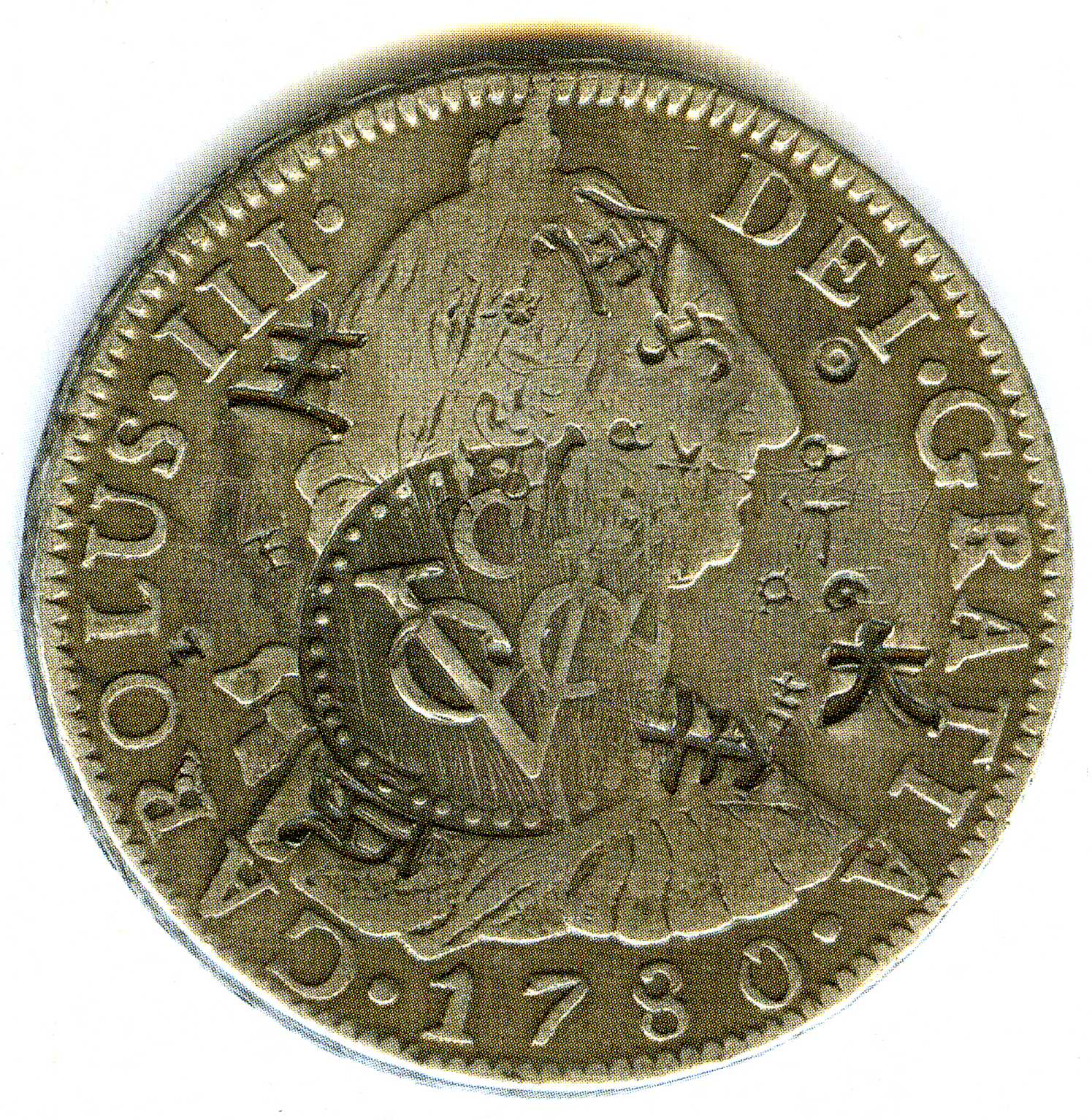
Anvers de moneda de 8 rals (plata) de Carles III amb doble segell de la Companyia de les Índies Holandeses, de Ceilan, i altres xinesos.
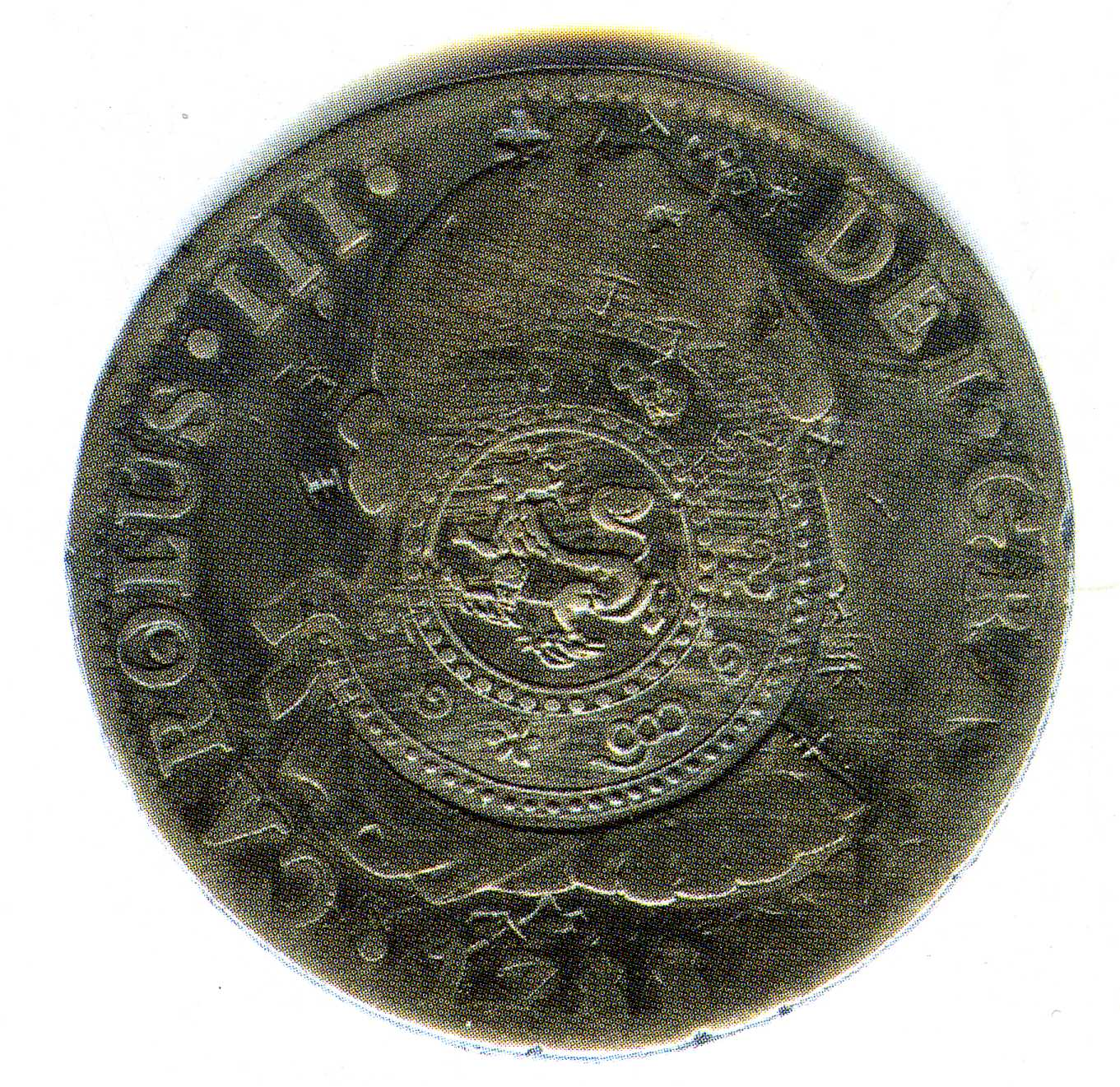
Anvers de moneda de 8 rals (plata) de Carles III amb doble segell de Birmània.
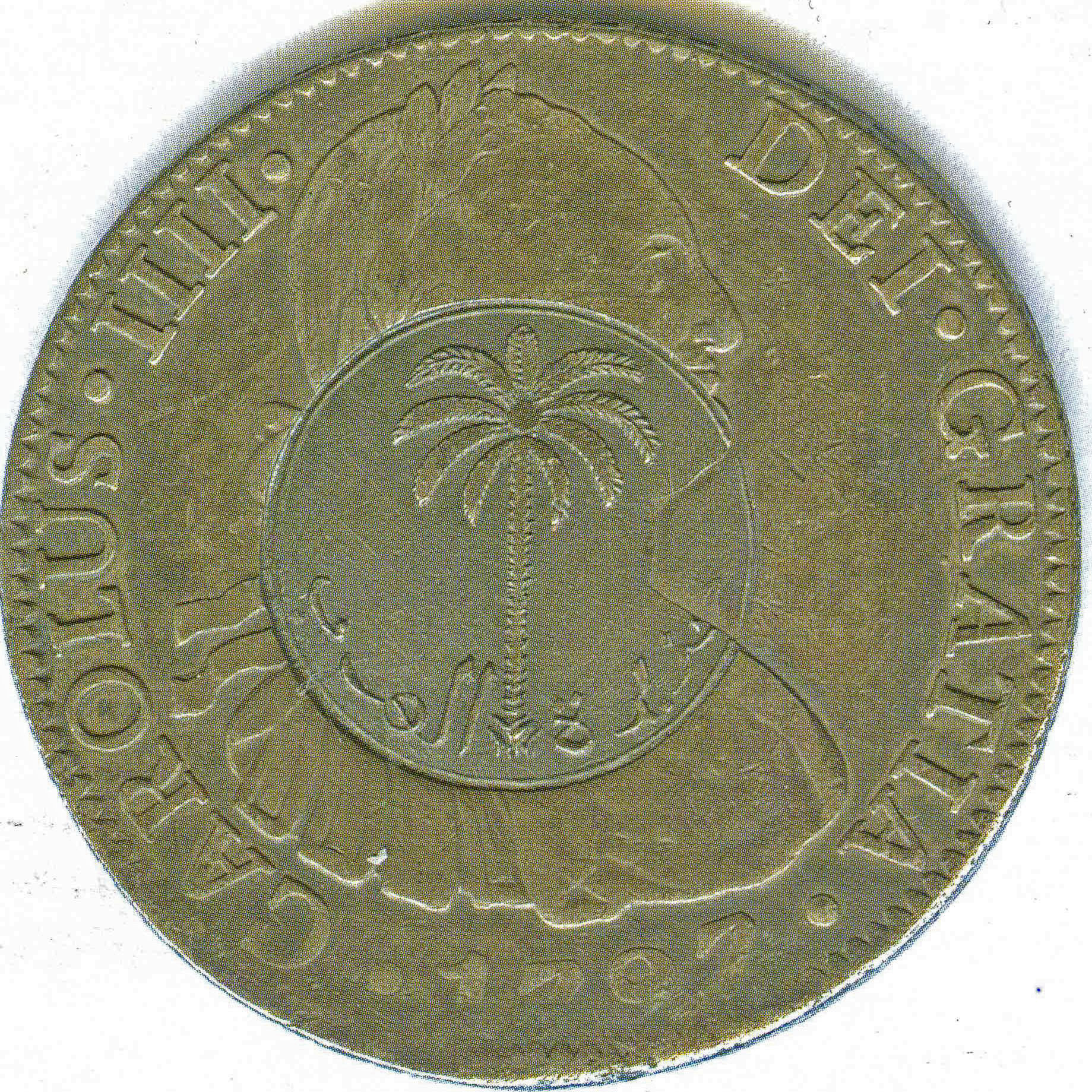
Anvers de moneda de 8 rals (plata) de Carles IV amb doble segell de Aràbia Saudita.
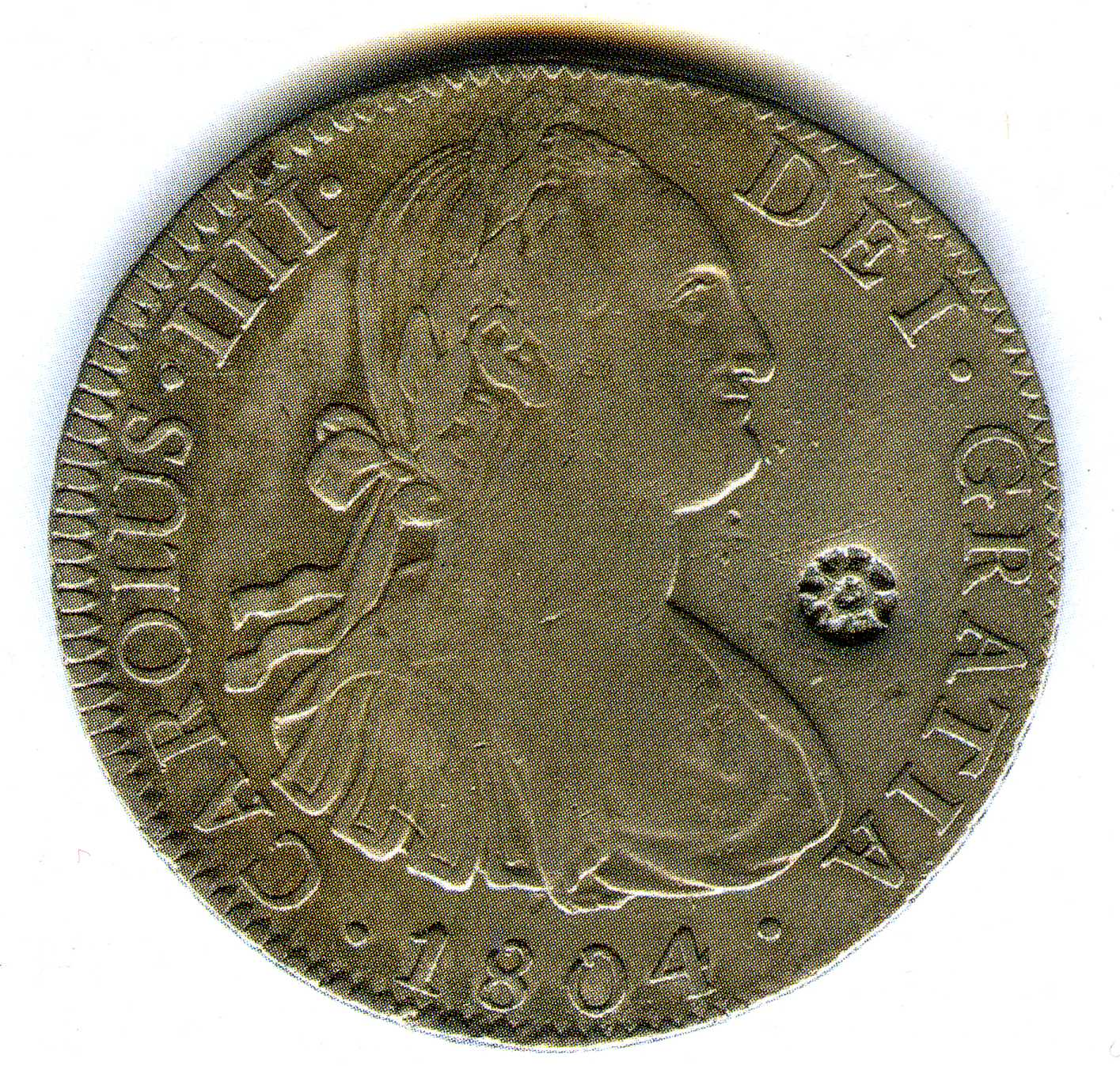
Anvers de moneda de 8 rals (plata) de Carles IV amb doble segell de Tailàndia.
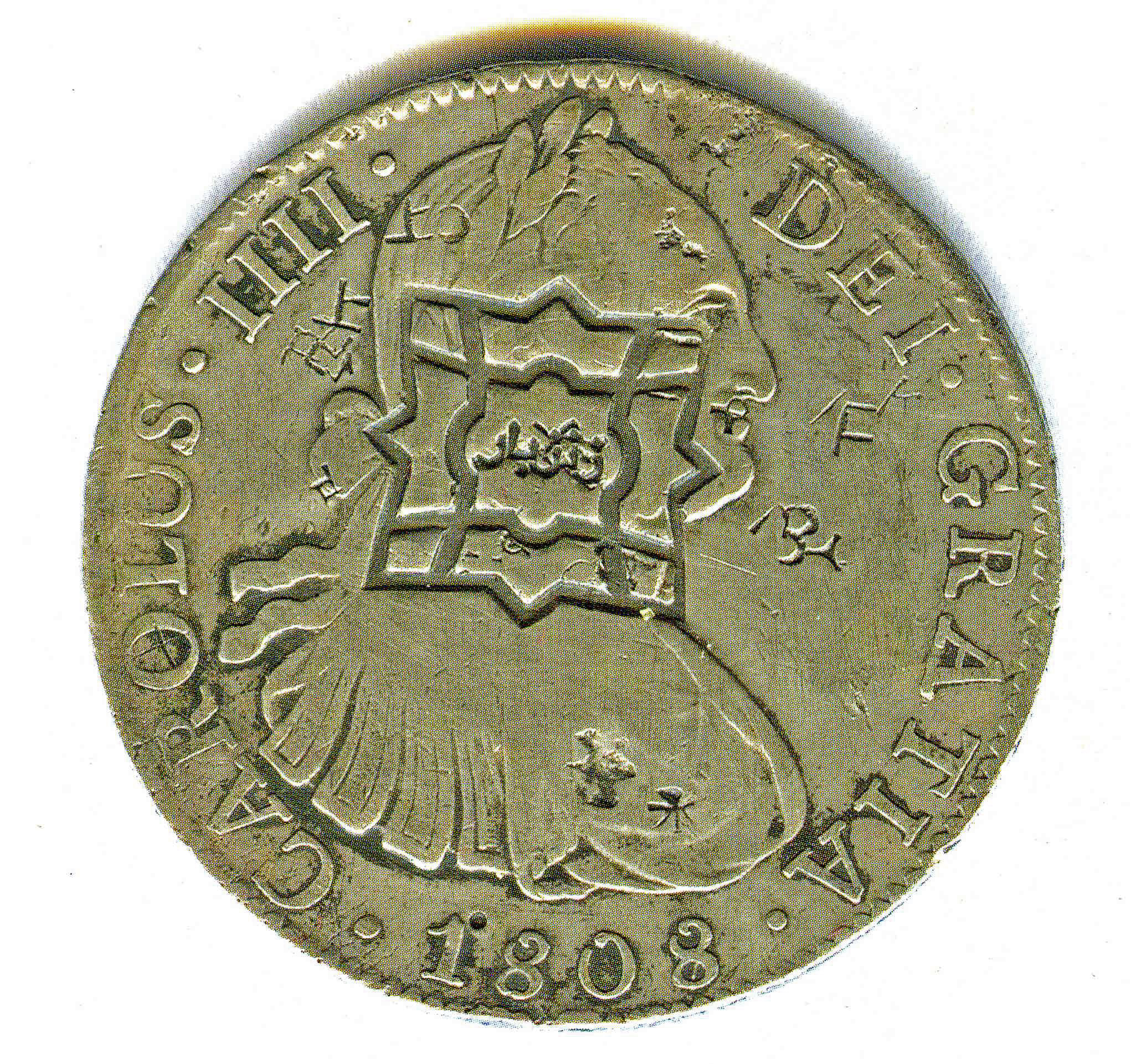
Anvers de moneda de 8 rals (plata) de Carles IV amb doble segell de Zanzíbar i altres xinesos.
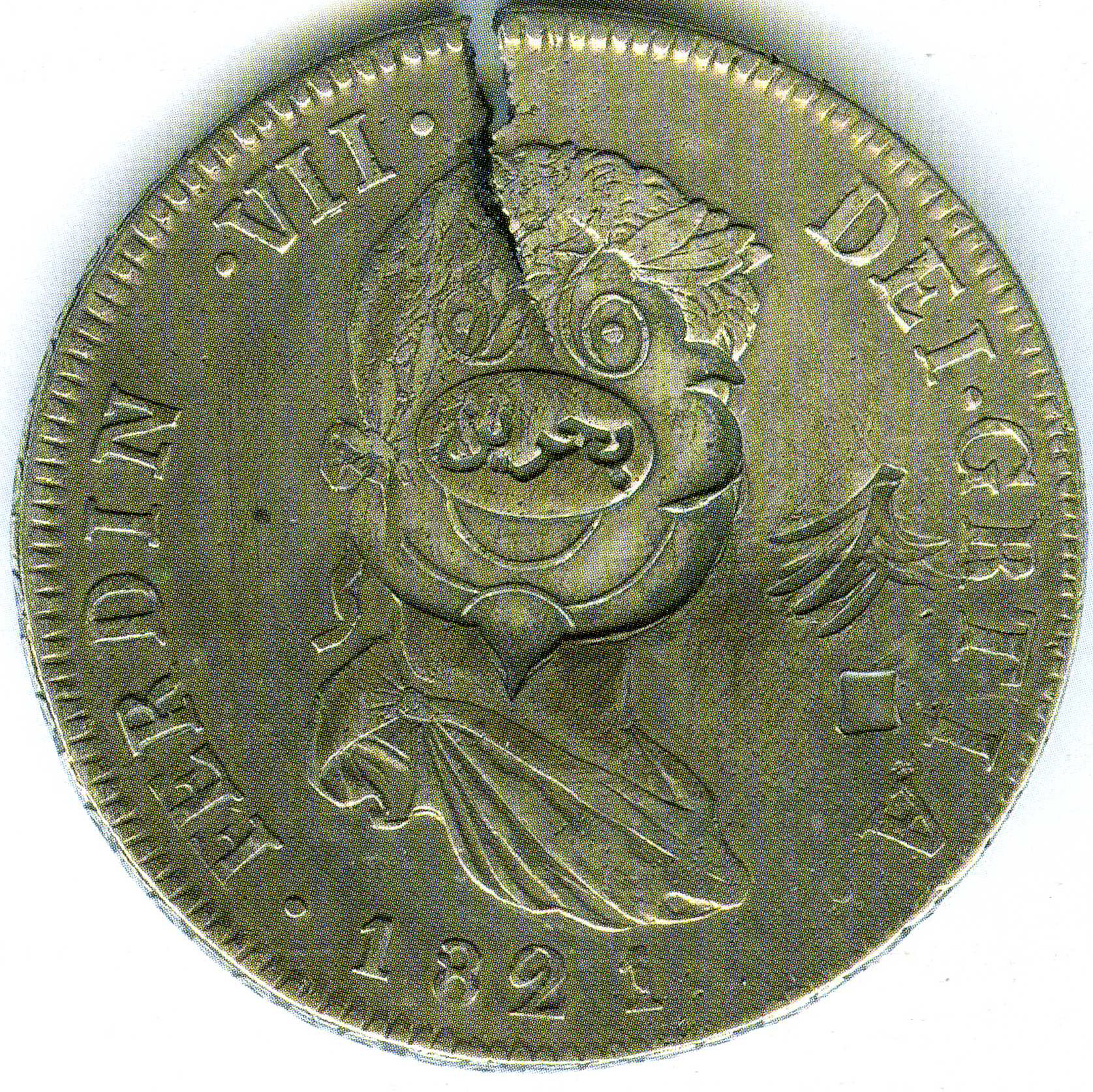
Anvers de moneda de 8 rals (plata) de Ferran VII amb doble segell de Bahrain.
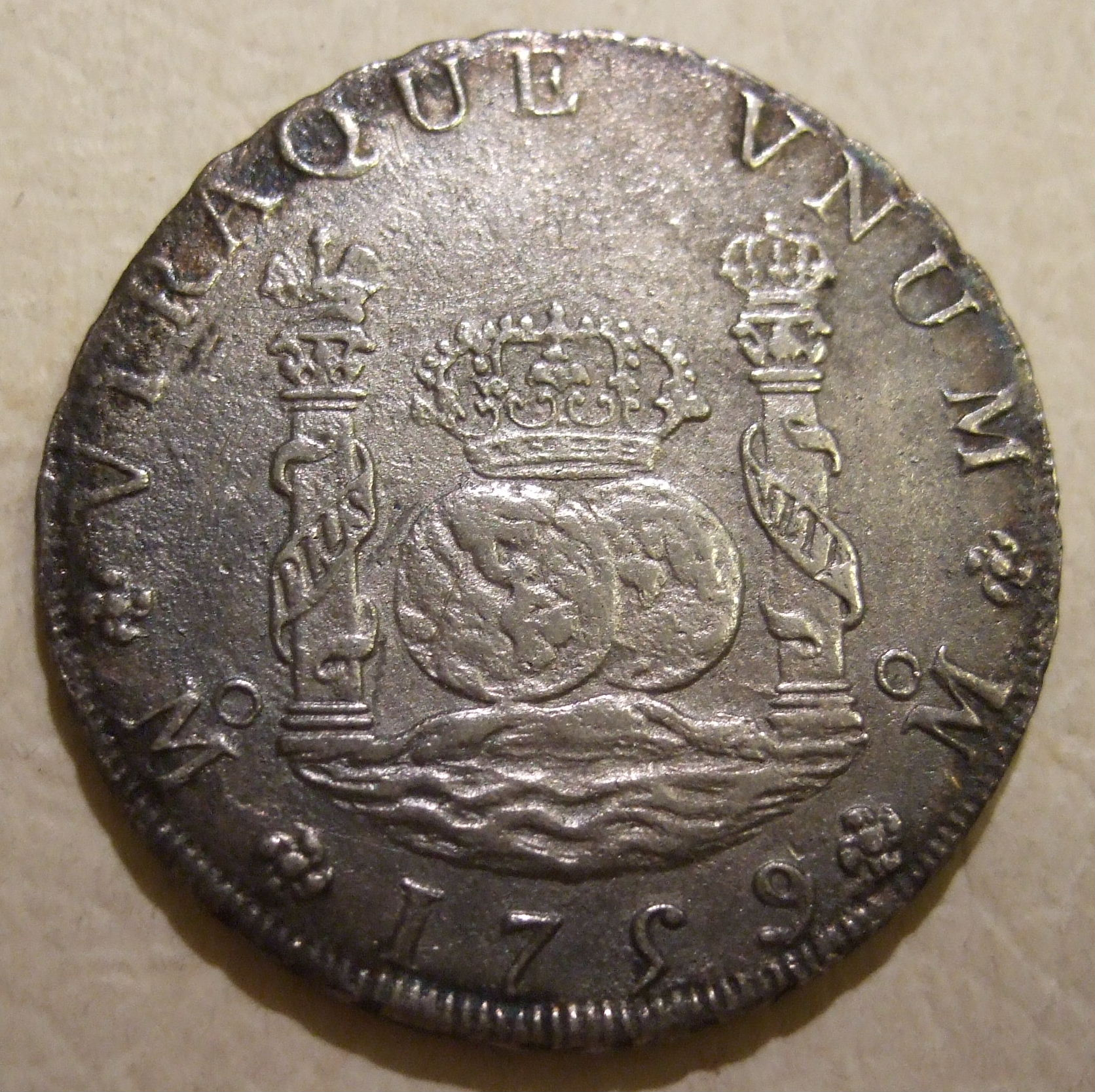
Revers de moneda de 8 rals (plata) de Ferran VI o peça de vuit - 1759
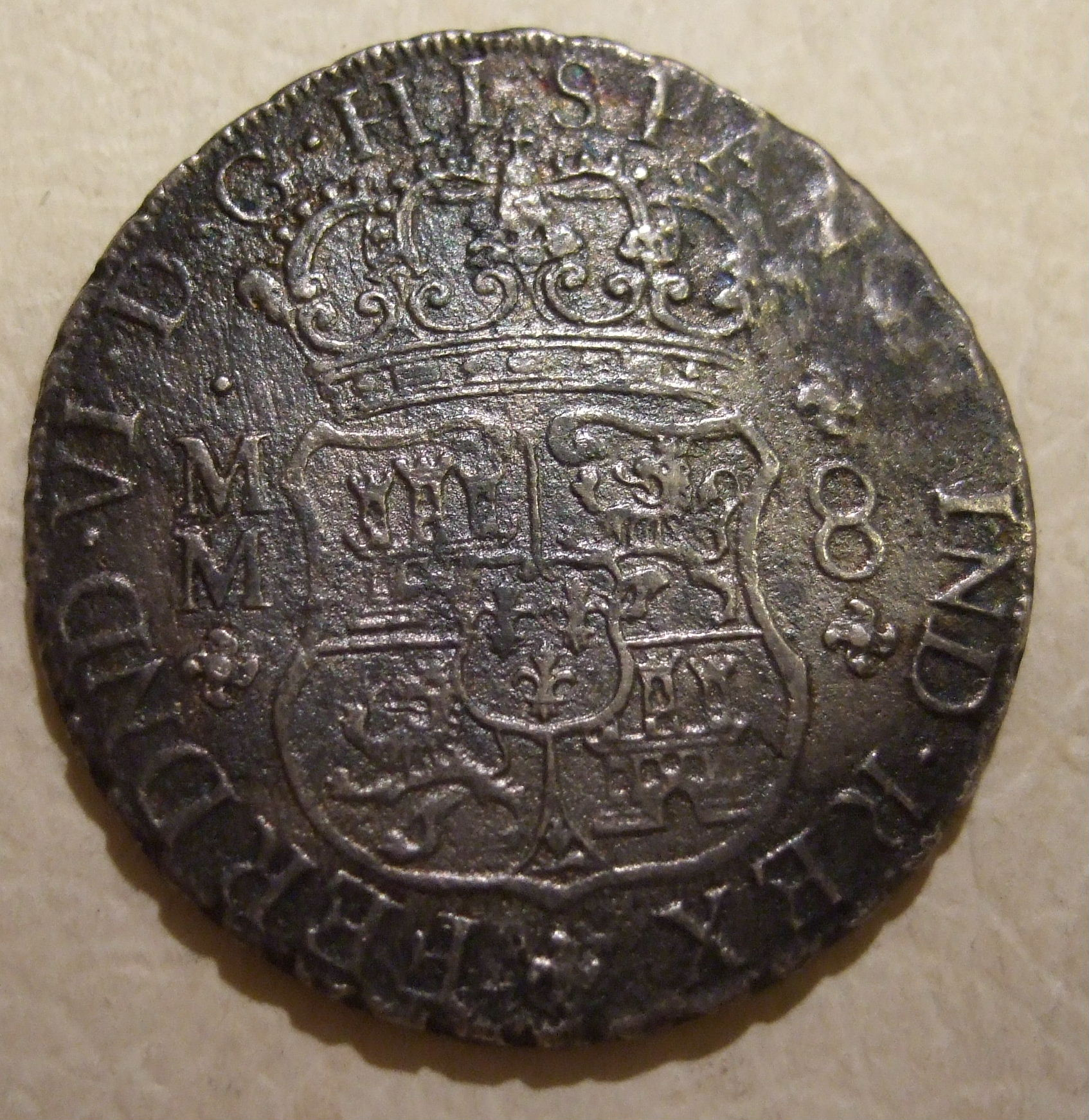
Revers de moneda de 8 rals (plata) de Ferran VI o peça de vuit - 1759